# Bir Kasdali
Bir Kasdali là một đô thị thuộc tỉnh Bordj Bou Arréridj, Algérie. Dân số thời điểm năm 2002 là 12.622 người.